# Maznuní
Els Maznuní van ser una família de nakharark d'Armènia amb feu hereditari al districte de Mazas, a la província de l'Airarat.